# Segelfluggelände Benediktbeuern

i7
i11
i13
Das Segelfluggelände Benediktbeuern, umgangssprachlich auch Segelflugplatz Benediktbeuern genannt, liegt im Benediktbeurer Moorgebiet.

## Flugbetrieb
Betrieben wird das Segelfluggelände von der Segelfluggruppe Benediktbeuern e. V. Auf diesem Segelfluggelände dürfen wegen der Lage in einem Naturschutzgebiet Segelflugzeuge nur mit der Winde gestartet werden.
Auf dem Segelfluggelände existiert eine 1050 m lange und 50 m breite Seilauslegebahn mit der rechtweisenden Ausrichtung 90°/270°. An beiden Enden des Geländes liegt jeweils eine Landebahn mit 250 m Länge und 30 m Breite. Die westliche Landebahn ist rechtweisend in Richtung 85° ausgerichtet, die östliche Landebahn rechtweisend in Richtung 270°.
Mit dem Segelfluggelände Benediktbeuern und dem größeren Segelfluggelände Königsdorf verfügt der Landkreis Bad Tölz-Wolfratshausenüber zwei dieser Einrichtungen.

## Segelfluggruppe Benediktbeuern
Die Segelfluggruppe hat 6 Vereinsflugzeuge und etwa 30 aktiven Piloten. Der Verein wurde 1972 gegründet. Der Flugzeugbestand besteht aus den DG-1001S, DG-1000S, ASW28-18, Bergfalke 2, Ka6-CR und Grunau Baby.
Der Scheibe Bergfalke II trägt das historisch interessante Kennzeichen D-1929, das 1930 auch die Dornier Do X trug, ein 12-motoriges Flugboot und damals das größte Flugzeug der Welt. Der Bergfalke wurde von 2014 bis 2017 von den Vereinsmitgliedern grundüberholt und im Do-X-Design gestaltet. Er ist bis heute das Schulungsflugzeug des Vereins.